# Adam Shankman
Adam Michael Shankman, född 27 november 1964 i Los Angeles, Kalifornien, är en amerikansk regissör, dansare, skådespelare och koreograf. Shankman är kanske mest känd som en av domarna i TV-programmet So You Think You Can Dance.

## Filmografi (urval)
- 2001 – Bröllopsfixaren (regi och koreografi)
- 2002 – A Walk to Remember (regi och roll)
- 2005 – The Pacifier (regi, produktion och roll)
- 2005 – Fullt hus igen (regi, produktion och roll)
- 2006 – Step Up (produktion och roll)
- 2007 – Hairspray (regi, produktion, koreografi och roll)
- 2008 – Step Up 2: The Streets (produktion)
- 2008 – Bedtime Stories (regi och produktion)
- 2009 – 17 Again (produktion)
- 2010 – The Last Song (produktion)
- 2010 – Step Up 3D (produktion)
- 2010–2011 – Glee (TV-serie) (regi i två avsnitt)
- 2011 - Modern Family, avsnitt Our Children, Ourselves (gästregissör i TV-serie)
- 2012 – Step Up Revolution (produktion)
- 2019 – What Men Want (regi)
- 2022 – Avförtrollad (regi samt exekutiv producent)